# EarthBound
EarthBound, відома в Японії як Mother 2: Gyiyg no Gyakushū (MOTHER2 ギーグ の 逆襲 Mazā Tsū Gīgu no Gyakushū) — культова японська рольова гра, розроблена у співпраці компаніями Ape, Inc. і HAL Laboratory, що вийшла на приставці Super Nintendo Entertainment System в 1994-му році. EarthBound була випущена в Японії 27 серпня 1994 року, в Північній Америці — 5 червня 1995 року. Є продовженням вийшла на консолі NES (і не видавалася за межами Японії) гри Mother, не мала на території США комерційного успіху, однак була помічена завдяки гумору та оригінальній ідеї, а також численним жартам і пародіям, що висміювали стандарти і кліше японських рольових ігор. У себе на батьківщині EarthBound мала грандізоний успіх і пізніше заслужила статус культової рольової гри.
У центрі сюжету знаходяться пригоди компанії юних мандрівників, які намагаються запобігти поневоленню Землі в майбутньому злісною сутністю на ймення Гійгас (Giygas, в японській версії — Gyiyg). Гра містить безліч традиційних для жанру елементів (такі як очки досвіду, очки життя, покрокові бої, загін героїв, поселення, печери і т. д. При цьому дія розгортається в 199х році, здебільшого у вигаданій країні Eagleland (натяк на США), головний герой озброєний спочатку бейсбольною битою, і протистоять йому в основному дикі тварини і люди, що потрапили під вплив злої волі Гійгаса.

## Історія

Несс, Пола, Джефф, та Пу у місті Саммерс

Історія починається, коли Несса розбудив метеорит, який впав біля його будинку, і після того він приступає до розслідування катастрофи. Після туди, він зустрічає контрольно-пропускний пункт і Покі (відомий в Японії і в наступних іграх, як «Жирний»), сусід Несса, який стверджує, що Несс повинен просто піти додому. Після того як він лягає спати, він потім прокинувся від стуку Покі в його двері. Він стверджує, що його молодший брат відсутній, і він потребує допомоги Несса, щоб знайти його. Несс, разом зі своєю собакою, Король, супроводив Покі і вирушив щоб знайти його молодшого брата. Після пошуків, вони йдуть туди, де метеорит приземлився. Після прибуття Несс зустрічає іноземця ім'ям Бзз Бзз, який повідомляє Несса, що він з майбутнього, де ворог інопланетний, Гійгас, домінує над всесвіту. Бзз Бзз інструктує Несса, щоб вирушити у подорож, щоб перемогти Гійгаса в сьогоденні, тому що він надто сильний у майбутньому. Несс потім переходить до пошуку вісімки «святилища», щоб об'єднати свої сили з Землі і отримати необхідної міцності, щоб протистояти Гійгаса. Бзз Бзза пізніше вбила мама Покі, яка приймала його за гнойового жука. Вмираючи, Бзз Бзз дає Нессові Звучний Камінь, елемент, який є життєво важливим для завершення його пошуки.
Несс продовжує на його пошуки через різні регіони, в тому числі міста Одинтт, Двасон, Трид і Чотиристорон, крижана країна під назвою Зими, морський курорт називається Літа, Східно-азіатськоподібна земля у небі, яка називається Далаам, далеке місце що має назву Скараба, (яка заснована на сучасному Єгипті і включає мулухія і піраміди), і світ мрій зветься Магікант. Як він йде на його шляху, він зустрічає самих різних персонажів, у тому числі трьох інших обраних, Павла, психічна дівчина з Двасона, Жефф, молодий механічний геній від Зим, і Пу, молодий принц з далекої землі Далаама. Є кілька ворогів, яких Несс стикається в EarthBound, в тому числі армії Гійгаса «Зоряні Чоловіки». Група часто зустрічає блюзовий гурт, називають «Біглих П'ять», допомагаючи їм, і допомагали у поверненні. Протягом всієї гри, Несс впадає в Покі, який приєднався з Гійгасом щоб захопити владу над світом. Несс врешті активізує всі його «Святилищ» місцях, відкриває Магікант в собі, і переможе його «Кошмар», який представляв все зло заховано в серці Несса, відкриваючи свою справжню силу. Батько Жеффа, доктор Андонуц, створює пристрій, який дозволить їм подорожувати в минуле на війну проти Гійгаса. Однак, вони змушені переводити свої душі в тіла роботів, через те, що органічний матеріал не може витримати деформації в червоточині часу. У минулому вони стикаються Гійгаса і Покі (командувач гігантського павукоподібного самоходу), який повідомляє Несса та інших, що Гійгас споживав стільки злої сили, що його розум був повністю знищений і проводиться у псевдо-стабільну форму за допомогою машини, що називається «Чортова Машина». Після перемоги над Покі, він відключає машину, розв'язаючи повну силу Гійгаса, яка знищує машини і створює хаотичне, дивне вимірювання, замкнувши себе і чотирьох дітей у темряві. Гійгас використовує психічні атаки, що Несс і інші не можуть зрозуміти, і розмовляє у збентеженому лепеті. Павла потім здійснює молитву, звертаючись до різних людей на Землі, наприклад, їх сім'ї та друзів, які всі моляться за їхню безпеку, і зрештою, вона звертається до гравця, чиї молитви Гійгаса перемогли, через його слабкість до людських емоцій. Покі йде у червоточину часу, і Нессові і його друзям вдається, що їхні духи повернулися в своїх тілах, і всі вони повертаються в свої будинки (за винятком Павли, яку супроводжує Несс додому). Після кредитів, дає прискіпливість Несс повідомлення від Покі, сміливість, щоб він прийшов на його пошуки.

## Головні персонажі
- Несс — 13-річний хлопець, який живе у місті Онетт. Носить червону бейсболку та смугасту футболку. У бою зазвичай користується бейсбольними битами, йо-йо, або ПСІ-здібностями. Одна з його ПСІ може бути названа в честь улюбленого предмета персонажа.
- Пола — 11-річна дівчинка з міста Тусон. Має коротке хвилясте біляве волосся, носить рожеву сукню, та червоний бантик на голові. Має багато ПСІ-прийомів, на кшталт, ПСІ-Морозу (англ. PSI Freeze) абл ПСІ-Вогню (англ. PSI Fire).
- Джефф — 12-річний геній, що живе у містечку Вінтерс з країни Фоґґіленд. Носить окуляри, та зелений піджак з чорним бантиком. Блондин. Не має здібностей до ПСІ, але може лагодити поламані речі, чи запускати Пляшкові Ракети в бою.
- Пу — 14-річний принц з псевдо-азійської країни Далаам. Як Несс і Пола, також здатний до прийомів ПСІ. Лише йому доступний прийом ПСІ-Зорепад (англ. PSI Starstorm) — один з наймогутніших прийомів в грі, наряду з PSI Rockin' Несса. Для покращення своїх характеристик Пу може лише екіпірувати одяг та зброю, яку використовують монархи. Наприклад, це може буде «Меч Королів».

## «Ваше Святилище»
Щоб перемогти Гійгаса, Нессові та його друзям потрібно відвідати 8 різних локацій, так званих «Ваших Святилищ» (англ. Your Sanctuary). З кожного Святилища головний герой, за допомогою Звукового Каменя, повинен записати 8 невеличких мелодій (англ. Eight Melodies), які, як і в попередній грі, утворюють одну суцільну пісню. Як тільки Несс та його друзі добираються до одного з Святилищ, їх вже там чекає його охоронець (англ. Sanctuary Guardian). Охоронців святилищ всього 8, як і самих Святилищ, а саме це: Титанічна Мураха (англ. Titanic Ant) — Гігантів Крок
Крутий Кріт (англ. Mondo Mole) — Сліди Ліліпутів
Трілліонорічний Пагін (англ. Trillionage Sprout) — Чумацька Криниця
Гриииииб! (англ. Shrooooom!) — Дощове Коло
Чумний Щур Смерті (англ. Plague Rat of Doom) — Магнітий Пагорб
Грім і Гроза (англ. Thunder & Storm) — Рожева Хмара
Електро-Примара (англ. Electro Spectre) — Блискучий Коридор
Вугільна Собака / Алмазна Собака (англ. Carbon Dog/Diamond Dog) — Вогняне Джерело
Мелодія, яка грає у битві з більшістю Охоронців Святилища, стала інтернет-мемом.

## Mother
Попередником EarthBound була рольова гра для NES під назвою Mother. Сюжет цієї гри заснований на історії хлопчика на ім'я Ninten, який наділений незвичайними здібностями. У День матері він намагається з'ясувати причини загадкових явищ, які почали відбуватися в його рідному місті. Сюжет Mother тільки трохи перегукується з сюжетом EarthBound.
Готувався вихід гри в США в 1991 році, і вона навіть була повністю переведена (ім'я було змінене на EarthBound), але через швидкого виходу SNES, вихід був відкладений і пізніше під ім'ям EarthBound вийшов сиквел.
У 1998 році група перекладачів ігор Demiforce виявила картридж з прототипом американської версії Mother. У ній були внесені деякі зміни в порівнянні з оригінальною грою і повний переклад на англійську. Demiforce створила ROM картриджа, внісши деякі зміни (замінено назву з EarthBound на EarthBound Zero і прибрана захист від копіювання).

## Mother 3
У 1997 році Nintendo анонсувала вихід Mother 3 на Nintendo 64DD, а потім на Nintendo 64, однак надалі проект був заморожений і закритий.
У 2006 році Mother 3 офіційно вийшла на Gameboy Advance на території Японії. Гра не була випущена на заході, що спричинило хвилю протестів у фанатів.

## Спадщина
Гра, незважаючи на відсутність високих продажів, знайшла велику групу шанувальників на заході і стала культовою грою. Фанати EarthBound самостійно переклали гру Mother 3 і вимагають випуску перших двох ігор в сервісі Virtual Console на Nintendo Wii. Також вони випускають багато стилізованих речей (майки, значки та інше).